# توسیع گروهی
در ریاضیات، توسیع گروهی (به انگلیسی: Group Extension) (یا توسیع گروه)، روشی کلی برای توصیف یک گروه بر حسب زیرگروه نرمال و گروه خارج قسمتی به خصوصی است. اگر Q و N دو گروه باشند، آنگاه G توسیعی از Q توسط N است اگر وجود داشته باشد دنباله دقیقی به صورت زیر:
{\displaystyle 1\to N\;{\overset {\iota }{\to }}\;G\;{\overset {\pi }{\to }}\;Q\to 1.}
اگر G توسیعی از Q توسط N باشد، آنگاه G گروه و {\displaystyle \iota (N)} زیرگروه نرمالی از G خواهد بود به گونه ای که گروه خارج قسمتی {\displaystyle G/\iota (N)} یک ریخت با گروه Q است. توسیعات گروهی در بستر مسئله توسیع ظهور پیدا می‌کند که در آن گروه‌های Q و N معلوم اند و خواص G را باید بدین طریق یافت. دقت شود که عبارت «G توسیعی از N توسط Q است» نیز توسط برخی مورد استفاده واقع شده‌است.
از آنجا که هر گروه متناهی چون G دارای زیرگروه نرمال ماکسیمالی چون N است، و ازین رو گروه خارج قسمتی {\displaystyle G/N} نیز ساده خواهد بود. به همین ترتیب می‌توان برای ساخت تمام گروه‌های متناهی اقدام نمود. همین نکته انگیزشی در جهت تکمیل رده‌بندی گروه‌های ساده متناهی بوده‌است.
توسیع گروهی را یک توسیع مرکزی نامند اگر زیرگروه N در مرکز گروه G قرار داشته باشد.

## ارجاعات
1. ↑  group+extension#Definition in nLab Remark 2.2.

- مشارکت‌کنندگان ویکی‌پدیا. «Group Extension». در دانشنامهٔ ویکی‌پدیای انگلیسی، بازبینی‌شده در ۱ مهٔ ۲۰۲۱.